# 马氏齿龙属
马氏齿龙属（学名：Matheronodon）为凹齿龙科的一个属。該屬為單型屬，马氏齿龙属的下屬物種主要生活在白垩纪晚期法国的阿希萊斯-魯蒂蘭特斯組。

## 下属物种
本属包括以下物种：
- Matheronodon provincialis Pascal, 2017[3]